# Bradysia campylura
Bradysia campylura är en tvåvingeart som beskrevs av Yang, Zhang och Yang 1993. Bradysia campylura ingår i släktet Bradysia och familjen sorgmyggor.
Artens utbredningsområde är Fujian (Kina). Inga underarter finns listade i Catalogue of Life.